# INAFM2
INAFM2 (англ. InaF motif containing 2) – білок, який кодується однойменним геном, розташованим у людей на 15-й хромосомі. Довжина поліпептидного ланцюга білка становить 153 амінокислот, а молекулярна маса — 15 439.
| 10         |  | 20         |  | 30         |  | 40         |  | 50         |
| ---------- |  | ---------- |  | ---------- |  | ---------- |  | ---------- |
| MKERDAAPAE |  | RGKPATYTGD |  | KKAKMAAKTN |  | KKWVRLATVF |  | AYVLSVSLAA |
| IVLAVYYSLI |  | WQPVGAGTSG |  | GAAGPPPGGS |  | NATGPSGTSG |  | AAAAGPNTTG |
| SSRREAPRDV |  | PPLQAARPAP |  | PEPPADSPPA |  | GPLERPRGPD |  | EDEEETAAAP |
| GSR        |  |            |  |            |  |            |  |            |

A: Аланін

D: Аспарагінова кислота

E: Глутамінова кислота

F: Фенілаланін

G: Гліцин

I: Ізолейцин

K: Лізин

L: Лейцин

M: Метіонін

N: Аспарагін

P: Пролін

Q: Глутамін

R: Аргінін

S: Серин

T: Треонін

V: Валін

W: Триптофан

Локалізований у мембрані.